# Felsőegerszeg
Felsőegerszeg es un pueblo ubicado en el distrito de Hegyhát, en el condado de Baranya, Hungría.

## Superficie
Posee una superficie de 4,840 kilómetros cuadrados.

## Demografía
Hasta 2019 la población era de 116 habitantes, con una densidad de población de 23,97 habitantes por kilómetro cuadrado.